# 立憲フォーラム
立憲フォーラム（りっけんフォーラム）は、2013年4月25日に発足した日本の護憲派による立憲民主党議員主導の超党派の議員連盟（議連）。代表は立民の近藤昭一衆院議員。1996年の旧日本社会党落選組のために作られた勉強会をルーツに持つ立民内のグループ「サンクチュアリ」のメンバーが議連代表や役員幹部を務めている。

## 概説
自由民主党や日本維新の会などの政党が推進する日本国憲法第96条改正に反対する野党の護憲派議員が2013年に発足させた議員連盟である。設立総会には35人が出席し、代表に民主党の近藤昭一、幹事長に同党の辻元清美を充てた。設立総会には講師として武村正義（元新党さきがけ代表）と藤井裕久（民主党）が壇上に立った。なお、会には元内閣総理大臣の菅直人や社民党党首（当時）の福島瑞穂らも参加した。第23回参議院議員通常選挙において改憲派が発議に必要な3分の2を獲得することの阻止を目標としている。第96条だけでなく、日本国憲法の全条文に関して改正すべきでないとする議員が多い。　　
第48回衆議院議員総選挙を直前に控えた2017年9月末に民進党が希望の党への合流姿勢を表明すると、これに反対する議員を中心に立憲民主党が結成され、かつて民進党に所属していた立憲フォーラムの議員の大半が立民の方へ参加した。
この議連メンバーの特徴として、「戦争させない・９条壊すな！　総がかり行動実行委員会」などの左派系市民団体と連携、がある。　
2021年10月の第49回衆議院議員総選挙で議連幹事長の辻元清美（2022年7月26日以降に参院議員）が落選以降は、議連活動が停滞した。
左派系市民団体との連携のため、2022年9月27日の安倍首相国葬と同日に国会前で行われた反対デモに、近藤議連代表や阿部知子議連副代表、杉尾秀哉議連事務局長が参加している。
2022年10月役員人事が行われ、顧問を枝野幸男前立民代表と菅直人元首相、副代表に逢坂誠二、西村智奈美両立民代表代行や長妻昭立民政調会長にすることが決まった。

## 呼びかけ人
- 阿部知子
- 江崎孝
- 近藤昭一
- 篠原孝
- 武内則男
- 辻元清美
- 那谷屋正義
- 松野信夫
- 水岡俊一
- 吉川元
- 吉田忠智

## 役員・所属議員

### 顧問
- 枝野幸男（2022年10月19日以降[3]）

### 代表
- 近藤昭一

### 副代表
- 逢坂誠二
- 西村智奈美
- 長妻昭[3]
- 吉田忠智[4]

### 幹事長
- 辻元清美

### 幹事
- 大河原雅子
- 大島九州男
- 篠原孝
- 吉川元

### 会員世話人
- 平岡秀夫
- 川内博史

### その他所属[5]
- 阿部知子[注 1]
- 小山展弘
- 水岡俊一[注 1]
- 福島瑞穂
- 山本太郎

## 元役員
- 服部良一（会員世話人・2012年に落選）
- 岡崎トミ子（顧問・2013年に落選）
- 松野信夫（幹事・2013年に落選）
- 江田五月（顧問・2016年に引退）
- 横路孝弘（顧問・2017年に引退）
- 郡和子（幹事・2017年に議員辞職）
- 又市征治（顧問・2019年に引退）
- 糸数慶子（幹事・2019年に不出馬）
- 赤松広隆 （顧問・2021年に引退）
- 照屋寛徳（顧問・2021年に引退）
- 江崎孝 （事務局長・2022年に引退）
- 那谷屋正義 （事務局次長・2022年に引退）
- 菅直人（顧問・2024年に引退）

## 関連団体
- フォーラム平和・人権・環境（平和フォーラム、旧「憲法擁護国民連合（護憲連合）」） [6]